# Merton
Merton és un districte Londinenc, Regne Unit. Exactament de l'àrea coneguda com a Sud-oest de Londres.
El districte es va formar el 1965 de la fusió de Mitcham, Wimbledon i Merton & Morden, tots formaven part del comtat de Surrey. El nom deriva de l'antiga localitat de Merton, actualment centre d'aquesta àrea i que ara es coneix com a South Wimbledon.

## Barris de Merton
El districte de Merton està format pels següents barris:
| - Bushey Mead - Colliers Wood - Copse Hill - Cottenham Park - Lower Morden - Merton Park - Mitcham - Morden - Morden Park - Motspur Park | - Phipps Bridge - Pollards Hill - Raynes Park - St.Helier - South Wimbledon - Summerstown - West Barnes - Wimbledon - Wimbledon Park |